# Jordi Puig Fabregat
Jordi Puig Fabregat, (nacido el 28 de abril de 1961 en Barcelona, Cataluña) es un exjugador de baloncesto español. Con 1.97 de estatura, su puesto natural en la cancha era el de base. 

## Trayectoria
- Cantera Colegio La Salle Bonanova.
- La Salle Bonanova Barcelona (1981-1982)
- Granollers Esportiu Bàsquet (1982-1985)
- Club Baloncesto Peñas Huesca (1985-1988)
- Club Baloncesto Breogán (1988-1989)
- Club Baloncesto Canarias (1989-1991)
- Club Bàsquet L'Hospitalet (1991-1992)